# Trust my feelings
《Trust my feelings》為日本歌手柴崎幸於2002年7月24日發行的出道單曲。

## 解說
- 與下張單曲相比，出道曲較沒那麼有認知度。
- 一直以來都未收錄專輯，直到精選輯《Single Best》以及《The Back Best》才將這張單曲的兩曲都收錄近專輯裡，〈no fear〉為柴崎幸首次作詞的曲子。

## 發行版本
- CD ONLY

## 曲目
1. Trust my feelings
作詞:原口睦　補作詞:山本成美　作曲:久保田光太郎　編曲:家原正樹
LF系「LF+Rウラナイ! プロジェクト第一弾!」主題曲
2. no fear
作詞:柴咲コウ　作曲:林浩司　編曲:中村哲
3. Trust my feelings (Backing Track)
4. no fear (Backing Track)

## 試聴(官方)
- Trust my feelings （音樂錄影帶） - YouTube